# Парк природе Биоково
Парк природе Биоково је један од 11 паркова природе у Републици Хрватској  на истоименом планинском масиву Биоково, на  површином од 195,5 км². Панорамски поглед са 1762 метра надморске висине омогућава посетиоцу парка да истовремено види море и острва и Загору и планине Босне и Херцеговине и суседне Италије.
Парком природе ово подручје проглашено је 1981. године.

## Оснивање и заштита
Према дефиницији коју је прихватио међународно удржење IUCN (International Union for Conservation of Nature) као највећа мрежа сарадника и међународно најуваженији ауторитет на подручју заштите природе, заштићено подручје је копнено и/или морско подручје посебно намењено заштити и одржавању биолошке разноликости као и подручје природних и сродних културних богатстава, којима се управља законским или каквим другим неоходним средствима
Ова дефиниција заштићеног подручја пренесена је и у Закон о заштити природе Републике Хрватске (НН 80/2013) према коме је заштићено подручје географски јасно одређен простор који је намењен заштити природе и којим се управља ради дугорочног очувања природе и пратећих услуга еколошког система.

## Положај
Парк природе Биоково  се административно налази у Сплитско-далматинској жупанији и обухвата општине Брела, Башка Вода, Тучепи, Подгора, Загвозд, Задварје и Шестановац. Највиши врх парка је Свети Јуре (1.762 метра надморске висине)  уједно је и највиши врх планине Биоково и трећи највиши врх у Хрватској. У саставу Парка налази се Ботанички врт Котишина, који је утемељио др. фра Јуре Радић, те зидине великог Каштела.
У Парку живе многе ендемичне биљне и животињске врсте, а налазе се значајна палеонтолошка налазишта. Уз лепе пејзаже и видиковце, у парку се налазе и посебни геоморфолошки резервати и посебни резервати шумске вегетације букве и јеле и аутохтоне шуме црног далматинског бора.
За заштиту и одржавање парка, 1998. године је основана Јавна установа Парк природе Биоково. Сам парк природе на годишњем нивоу посети велики број туриста, а у 2024. години је забележено рекордних 238.100 туриста.
1. јула 2020. године је свечано отворена небеска шетница ("Skywalk") која пружа јединствен поглед на Макарска и Јадранско море.

### Границе Парка
Граница Парка Биоково иде путем од превоја Дубци на Јадранској магистрали до Новака, затим подножјем до засеока Бартуловићи, путем до села Топићи и северно од каменолома до старог села Баст. Одатле граница води преко Смоквине на извор Јаблан, потом путем од засеока Жлиб-Велико брдо до села Макар и испод стрмца села Котишина, до засеока Потпећ-Тучепи. Затим граница иде од подножјем стрмца до руба шуме Стаза, па северном иивицом шуме до вргорачког пута и надаље дуж овог пута до Горњих Играна, одакле иде до Козице. Од Козица граница иде на северозапад путем до Загвозда, где скреће  према Дедићима и Лончарима до капеле Светог Стјепана, ка  коти 306. Затим граница иде преко села Чикеш,  коте Седлача (278) на коту Стригово (398) и Кула (382),  и на крају се правом линијом завршава на почетну тачку превоја Дубци.

## Географија
Биоково припада динарском планинском ланцу који се протеже од Ћићарије у Истри до границе са Црном Гором.  Рељеф, Биоково чине три велике целине: 

### Јужна, приморска (обална) страна
Јужна, приморска страна је подручје голих литица и стена високих неколико стотина метара. Голе камене литице с једне стране и зелена флишна зона уз море су каменозелени контраст који се може видети и доживети само на Биокову.

### Вршни делови Биокаова
Вршни делови Биоково карактеришу се израженим кршким рељефом у коме доминира велик број пећина и јама и поникава, шкрапа и каменица, у вршним деловима Биокова. У неким, пространијим вртачама има неколико мањих. Дна неких вртача су почетак јама невероватних дубина, с обзиром да се налазе изнад 1.000 метара надморске висине. Неки су дубоки и по неколико стотина метара. У централном делу Биокова изгледају као густо набијене групе које доминирају тереном, стварајући сликусличну  месечевим кратерима.
Једна од главних карактеристика Парка природе Биоково је јама Амфора (-788 м) те најдубља јама на Биокову јама Мокре ноге (-842 м).
Неке јаме у себи крију вечити лед и снег (јаме глечера).
| Назив врха          | Висина | Напомена |
| ------------------- | ------ | --- |
| Троглав             | 1658 m | Други је по висини врх Биокова. Налази се југозападно од Светог Јуре, а због стрмих снежних падина зими подсећа на Алпе. |
| Свети Илија         | 1642 m | Налази се изнад засеока Растовац у општини Загвозд. На њему је изграђена капелица Светог Илије.                          |
| Шчировац            | 1619 m | Налази се између Басте и засеока Заветерје у Брелима.                                                                    |
| Кимет               | 1536 m | Налази се југоисточно од Светог Јуре.                                                                                    |
| Велики Шибеник      | 1467 m | Налази се око четири сата хода од макарског предграђа Велико Брдо. Врх је обрастао шумом црног бора.                     |
| Вошац               | 1421 m | Најпопуларнији успон из Макарске.                                                                                        |
| Сутивид (Свети Вид) | 1332 m | Сутивид са Светим Роком чини гребен                                                                                      |
| Свети Роко          | 1228 m | Свети Роко са Сутивидом чини гребен                                                                                      |
| Буковац             | 1262 m | Врх изнад Бреле |

### Континентални нагиб
Северна, континентална страна масива Биоково  са рељефним специфичностима, значајно се разликује од вршних и приморских. На овој страни падине се спуштају постепено у долине, а њихова површина је зелена и шумовита.

### Клима
У парку природе Биоково је камена граница две климе - медитеранске и континенталне, које се понекад у жестоком сукобу, и тако стварају посебну климу на овом подручју.
Ваздушне масе са мора продиру дуж његових приобалних страна, преко гребена и планинских врхова. Планински врхови на северној страни задржавају продор хладних маса из унутрашњости континента, али и медитеранска струја у унутрашњост.
Ваздушне масе са планина и мора сусрећу се на Биокову, а тај сусрет има за последицу честе промене времена, што у јесен доводи до испуштања кише и снежних падавина, а зими до снежних падавина, које се задржавају на пролеће.
Нагиб и висина и правац планинских страна такође су важни за климу, али и геолошки састав тла и вегетацијски покривач. Шума  је у парку природе регулатор падавина, ветрова и топлоте. Све ово доприноси разноликости климе кмоја влада у Парку проироде Биоково.

## Флора и фауна

### Флора
На подручју Парка се мешају најстарији медитерански, новији бореални и средњоевропски цветни елементи. Доминирају илирско-медитеранске биљке, док је удео алпских биљака знатно смањен, па би ово подручје у географском погледу требало укључити у посебно балканско-апенинско подручје, балканског карактера.
Биоковом доминирају биљке прилагођене стрмим каменитим и голим теренима,  међу којима има преко 1.500 биљних врста које расту у самом парку. У неким областима доминирају планински пашњаци, док су према унутрашњости планине у заштићеним вртачама развијене букове шуме са понеком јелом. У парку расту и аутохтоне шуме далматинског црног бора. Међу њима је посебно заштићено дрво, названо „Милетин бор“.
У Парку се уочава мешање средоземних и средњоевропских цветних врста, а доминирају илирско-медитеранске биљке.
На Биокову расту многе угрожене биљке, попут великог цвета, граба, црвеног каранфила, трокраког липљена, ситноцрвеног каћуна, плавог ласина и других.
Неке од преко 40 ендемских врста су патуљасти звончићи, који претежно расту на надморским висинама од 1.400 до 1.700 метара. Пузави звончић такође је један од ендема и расте у пукотинама и пукотинама стена.
За вегетациони покривач планине Биоково може се рећи да је деградиран на готово целој површини. Укупна флора Биокова у ширем смислу (од Цетине до Неретве и од Козице до Загвозда) обухвата преко 1400 таксона. Флористичко богатство овог релативно малог подручја одређено је биогеографским положајем, геоморфологијом, еколошком фрагментацијом, људском активношћу и догађајима у геолошкој прошлости.
Велики део популације биљке уништен је током изградње пута кроз Биоково,  дугачког 23 километра, који води од улаза у Парк природе Биоково на око 360 м надморске висине до врха Свети Јуре на 1.762 м.
За разлику од кречњачког планинског масива, обални појас граде флиш (лапорци, пешчари и кречњаци) и наплавине, а контактна зона са планином - бројнe сипарe. Са изузетком сипаре, реч је о култивисаном пејзажу где су природне заједнице углавном нестале, а замениле су их пољопривредне културе, најчешће маслињаци и виногради, и вештачки узгајане шуме алепског бора (на неколико места у вишим зонама и црни бор) .
Међу трајницама с пролећа вртом доминира јадранска перуника (lat. Iris pallida subsp. illyrica; sin. Iris pseudopallida) са својим великим лила цветовима. У Хрватској је регистриран као ендем и сматран је посебном врстом која се назива Iris pseudopallida, док је данас препозната као подврста бледе ириса (Iris pallida) Врста која је у Хрватској позната као илирска ирис (Iris illyrica) такође није препозната, а синоним је за далматинску ирис. 
- Јадранска перуника  (lat. Iris pallida subsp. illyrica; sin. Iris pseudopallida)
- I. pallida subsp. illyrica
- I. pallida subsp. illyrica
- I. pallida subsp. illyrica

Далматински је ендем и  вишегодишња биљка из фамилије (Iridaceae), рода перуника (Iris). Висока је 30 до 100 цм. Ризом кратак, листови сабљичасти; стабло гранато; цветови крупни, боје интензивно љубичасте до плаве; плод чахура. Расте на сувим каменитим травњацима средње и јужне Далмације, све од обале до 600 метара надморске висине. Од 2004. године строго је заштићен у свим природним стаништима у Хрватској. Често се сади у баштама и парковима. Ризом се раније употребљавао у медицини, данас само за производњу мириса.
У рану јесен у врту цвате напуљска циклама (Цyцламен хедерифолиум Аитон.) чији су цветови бели или светло ружичасти. Ова биљака из породице Примулацеае, у летњим месецима потпуно губи надземне делове, а сушу и врућину преживи у облику подземне стабљике (гомоља). Њени цветови се појављују пре листања међу растреситим стенским материјалом на точилу.
У пролеће и рано лето врт је најраскошнији и обилује цветним шаренилом, док се у остало доба године у њему увек може пронаћи покоји скривени цвет.

### Фауна
Иако је планина на први поглед била неплодна, на њој су, и без превише живота, пронађене бројне животињске врсте. Фауна бескичмењака на Биокову још увек је недоовољно истражена.
Познато је 87 врста буба, посебно ендем Molops bucephalis.
До 2002. године забележена је 221 врста лептира, 69 дневних и 152 ноћна. Међу њима је глобално угрожена врста плавца и ендемски далматински окаш.
Велики број ендема налази се у подземној фауни. До сада је утврђено да у многим пећинама и јамама живи око 120 пећинских организама, од којих је половина ендемска. Неке од 25 врста које се налазе само на Биокову су реликти (живи фосили). Биоково је једно од средишта ендимизма у Хрватској.
Биоково нема сталних језера, али су присутни крашки извори и подземне воде. У барама и остригама које су пуне воде већи део године постоје заштићене водоземце попут пегавог даждевњака, малог водоземца, жуте корњаче, велике зелене жабе и гаталинке, која се такође налази на Црвеној листи ИУЦН-а.
Подручје је познато и по змијама.
Неке од заштићених врста које се могу видети су обични белорепан, црвенокопи црвени снаппер, црвенорепи јелен, црнорепи јелен, шиљак, шљука, вретенц, црнорепи јелен и јелен белорепан. Једна од најпознатијих је отровна змија. Од осталих гмизаваца, обичне лисичарке и гуштере настањују обични гуштер, зидни и приморски гуштер који су строго заштићени.
Неке од ретких и угрожених врста птица гнезде се у планинском подручју. Орао змија, златни орао и кликер строго су заштићени Бернском конвенцијом. Црнокрили стеновити (приморски јелен белореп) гнезди се у областима вишим од 1400 метара надморске висине, а обични стеновити (сивкасто белорепи јелен) живи у високим пределима од 750 до 1350 метара надморске висине. Обе врсте су такође строго заштићене. Најчешћа птица на планини је жутокљуна (шутка), а многе врсте још нису познате јер нису спроведена систематска орнитолошка истраживања.
Идентификовано је и тринаест врста слепих мишева, велики потковњак, мали потковњак, медитерански потковњак (врло ретка и угрожена врста), белорепи слепи миш, буба, приморски слепи миш, касноноћни слепи миш, медитеранска петелин и друге. Све врсте су строго заштићене.
Од осталих сисара, шумска ровка и мала ровчица могу се наћи на већим надморским висинама. Обични зец је распрострањен широм парка. Значајна је и динарска волухарица која је посебно заштићена према Правилнику о заштити одређених врста сисара и наведена је у Црвеној књизи животињских такса Републике Хрватске.
Ендемска подврста крашког пуха заштићена је на исти начин као и динарска волухарица. Од звери је присутан строго заштићени вук, а од осталих су лисице, ласице, златне куне, беле куне, јазавци и други.
Од 1964. године балканска дивокоза поново је доведена на подручје Биокова, а 1968.  године и муфлон. Обе врсте су заштићене. У последње време популација нераста тако да се знатно повећала.

### Ботанички врт Котишина
Ботанички врт Котишина једна је од предеоних целина на обронцима планине Биоково у близини села Котишина у средишњем делу Далмације у Републици Хрватској. Као посебна заштићена природна целина предеона целина основана с почетка 20. века, данас је саставни део Парка природе Биоково.  Основна мисија и намена врта је научно истраживање, мониторинг, популаризација и упознавање биљног свиета Биокова.  У том смислу Биоковски ботанички врт Котишина је замишљен као ограђени део природе - Биоково у малом.
Како је основа сваког ботаничког врта збирка живих биљака она је документована, што подразумева да је свака биљка означена тачним стручним именом и да је познато када је и где сакупљено семе или резница из које  је биљка узгојена.
О врту се воде и многи други податци важни за њихов успешан узгој као и подаци о лековитости или отровности биљних врста.
Сви примерци у врту су обележни јединственим бројевима и омогућавају праћење њиховог порекла у случају да се од тог семена узгојена на неком другом месту нова биљка. Књижница, хербаријум и лабораторија саставни су делови сваког ботаничког врта.
Образовање је важна делатност врта и њихова изузето важна мисија која захтерва да врт буде отворен не само за струку већ и и за јавност и према својим финансијским, просторним, и кадровским могућностима треба да непрестано образују посетиоце пружајући им разне информације о биљном свету.

## Културно наслеђе Биокова
На подручју Парка природе Биоково постоје бројни трагови који указују на некадашњи суживот човека са планином. Културно наслеђе Биокова одавно је препознато као вредност у коју треба улагати, штитити и чувати, а прве белешке о културним добрима и природним вредностима овог краја сачинио је Алберто Фортис крајем 18. века.
На подручју Биокова присуство човека има континуитет од праисторије до каснијих периода, чији су посебно периферни делови, било је насељени у праисторији, много пре појаве писмености. О томе сведоче бројна археолошка налазишта потврђена материјалним остацима. Најраније докази о људском присуству на подручју Биокова повезани су са палеолитим, када је човек бирао пећине за станиште и израђивао оружје и оруђе од камена и костију.
Цивилизацијски период карактерише производња металних предмета, а новине у овом периоду су и утврђења на брдима, тврђаве, са којих се надзирало широко копнено и морско подручје.  Најтипичнији низ утврђења постављен је дуж праисторијске комуникације од Дубаца до изласка из Парка. Такође, у то доба се појављују гробља, камени гомиле или хумке.
За време додиривања већ етнички формираног илирског становништво са Грцима и Римљанима, још у раном римском периоду дошло је до насељавања Биокова,  које достие цивилизацијску и културну фазу подизања сакралних грађевина. Цркве су грађене  на истакнутим врховима, који су доминирали тим подручјем, нпр. црква Светог Ђорђа на највишем врху Биокова, док се црква Светог Јуре први пут се спомиње 1640. године у путопису фра Павла Пелизера из Ровиња. Током изградње ТВ предајника 1965. године, црква је срушена, а нова црква подигнута је нешто  даље ка истоку, 1968. године. Поред наведених цркава на Биокову се налазе и многе друге цркве и капеле, попут савремене цркве Светог Илије подигнут у 19. веку на подручју Стазе, Црква Светог Николе подигнут у 14 или 15. веку на брду Пировац, на подручју Брела
Горња, црква Светог Рока, која се налази на истоименом врху изнад села Жупа,  својим обликом подсећа на срушену цркву Светог Јуре, капела Светог Илије на истоименом врху, капела Свете Каје на месту Невистина стина које се помиње већ 1786. године, капела Пресвете Богородице Марије на превоју Дубци саграђена пре 1870. године, капела Светог Николе на стази од 19. века итд.
Куле и утврђења по броју и очуваности одмах су после цркава други по реду културни споменици на овом подручју. Углавном су настале током праисторије и антике, док су средњовековна утврђења ретка. Она створена за време и после турске владавине су познатији и боље очувани. Данас се њихови остаци добро виде, попут утврђења, у Макроу изнад Пиракових кућа, Врцановој пећини у Великом Брду, великој дворациу Котишини итд.
- Сакрани објекти у Парку природе Биоково
- Црква Светог Јуре
- Капела Светог Ђорђа
- Капела Светог Миховила
- Капела Светог Ивана крститеља
- Капела Светог Фране